# Cicaré CH-3 Colibrí
El Cicaré CH-3 Colibrí fue el tercer helicóptero que diseñó y construyó el ingeniero argentino Augusto Cicaré. Su diseño se inició en agosto de 1973 y terminó de construirse en 1974.

## Diseño y desarrollo
Este helicóptero se comenzó a desarrollar por medio de un contrato con la Fuerza Aérea Argentina con el objetivo de obtener una aeronave útil para tareas de entrenamiento y agrícolas. Realizó su primer vuelo en 1976. Durante 1975–1976 sufrió profundas modificaciones que resultaron en una variante denominada CK.1.
Era un helicóptero bi/triplaza, con los asientos ubicados lado a lado. Contaba con rotor cuatripala del tipo rígido y cubo de rotor construido de plásticos reforzados con fibra de vidrio. La estructura era de tubos de acero y chapas de aluminio. El motor provenía de un automóvil y fue adaptado al helicóptero por Cicaré.

## Variantes
CH-3
Prototipo de helicóptero utilitario, uno construido.
CK.1
CH-3 muy modificado.

## Especificaciones

### Características generales
- Tripulación: Uno (piloto)
- Capacidad: Uno-dos pasajeros
- Longitud: 8,53 m (incluido rotor)
- Diámetro rotor principal: 7,6 m (24,9 ft)
- Altura: 1,8 m (5,9 ft)
- Peso vacío: 469 kg (1033,7 lb)
- Peso máximo al despegue: 800 kg (1763,2 lb)
- Planta motriz: 1× motor lineal V-8 refrigerado por agua Chrysler V-8 modificado.
  - Potencia: 150 kW (207 HP; 204 CV)

### Rendimiento
- Velocidad nunca excedida (Vne): 163 km/h (101 MPH; 88 kt)
- Velocidad crucero (Vc): 120 km/h (75 MPH; 65 kt)
- Alcance: 2,5 h
- Régimen de ascenso: 6,5